# Sarasota Open 2023 - Doppio
Robert Galloway e Jackson Withrow erano i detentori del titolo; Withrow non ha partecipato a quest'edizione del torneo mentre era presente Galloway, che ha giocato in coppia con Miguel Ángel Reyes Varela e sono stati eliminati ai quarti di finale da Guido Andreozzi e Guillermo Durán.
In finale Julian Cash e Henry Patten hanno sconfitto Guido Andreozzi e Guillermo Durán con il punteggio di 7–6(4), 6–4.

## Teste di serie
1. Julian Cash /  Henry Patten (campioni)
2. André Göransson /  Ben McLachlan (quarti di finale)

1. Robert Galloway /  Miguel Ángel Reyes Varela (quarti di finale)
2. Yuki Bhambri /  Saketh Myneni (quarti di finale)

## Wildcard
1. Martin Damm /  Toby Kodat (primo turno)

1. Gabriel Diallo /  Mitchell Krueger (ritirati)

## Alternate
1. Mateus Alves /  Luca Potenza (primo turno)

1. Hong Seong-chan /  Rio Noguchi (primo turno)

## Tabellone

### Legenda
| - Q = Qualificato - WC = Wild card - LL = Lucky loser | - ALT = Alternate - SE = Special Exempt - PR = Protected Ranking | - w/o = Walkover - r = Ritirato - d = Squalificato |

|  | Primo turno | Primo turno                | Primo turno                | Primo turno | Primo turno |  |  | Quarti di finale | Quarti di finale           | Quarti di finale        | Quarti di finale       | Quarti di finale       |   |   | Semifinali | Semifinali               | Semifinali               | Semifinali                      | Semifinali                      |    |   | Finale | Finale | Finale | Finale | Finale |  |
|  |             |                            |                            |             |             |  |  |                  |                            |                         |                        |                        |   |   |            |                          |                          |                                 |                                 |    |   |        |        |        |        |        |  |
|  | 1           | J Cash H Patten            | J Cash H Patten            | 6           | 7           |  |  |                  |                            |                         |                        |                        |   |   |            |                          |                          |                                 |                                 |    |   |        |        |        |        |        |  |
|  |             | E King R Stalder           | E King R Stalder           | 3           | 5           |  |  | 1                | J Cash H Patten            | J Cash H Patten         | 6                      | 6                      |   |   |            |                          |                          |                                 |                                 |    |   |        |        |        |        |        |  |
|  |             | Z Bergs E Couacaud         | Z Bergs E Couacaud         | 4           | 4           |  |  |                  | J Eysseric D Pel           | J Eysseric D Pel        | 1                      | 4                      |   |   |            |                          |                          |                                 |                                 |    |   |        |        |        |        |        |  |
|  |             | J Eysseric D Pel           | J Eysseric D Pel           | 6           | 6           |  |  |                  |                            |                         |                        |                        |   |   | 1          | J Cash H Patten          | J Cash H Patten          | 6                               | 78                              |    |   |        |        |        |        |        |  |
|  | 4           | Y Bhambri S Myneni         | 3                          | 6           | [10]        |  |  |                  |                            |                         | D Brown T Sandkaulen   | D Brown T Sandkaulen   | 3 | 6 |            |                          |                          |                                 |                                 |    |   |        |        |        |        |        |  |
|  | WC          | M Damm T Kodat             | 6                          | 4           | [5]         |  |  | 4                | Y Bhambri S Myneni         | Y Bhambri S Myneni      | 2                      | 4                      |   |   |            |                          |                          |                                 |                                 |    |   |        |        |        |        |        |  |
|  |             | J Kubler A Vukic           | J Kubler A Vukic           | 2           | r           |  |  |                  | D Brown T Sandkaulen       | D Brown T Sandkaulen    | 6                      | 6                      |   |   |            |                          |                          |                                 |                                 |    |   |        |        |        |        |        |  |
|  |             | D Brown T Sandkaulen       | D Brown T Sandkaulen       | 1           |             |  |  |                  |                            |                         |                        |                        |   |   | 1          | Julian Cash Henry Patten | Julian Cash Henry Patten | 7                               | 6                               |    |   |        |        |        |        |        |  |
|  | Alt         | S-c Hong R Noguchi         | S-c Hong R Noguchi         | 2           | 2           |  |  |                  |                            |                         |                        |                        |   |   |            |                          |                          | Guido Andreozzi Guillermo Durán | Guido Andreozzi Guillermo Durán | 64 | 4 |        |        |        |        |        |  |
|  |             | G Andreozzi G Durán        | G Andreozzi G Durán        | 6           | 6           |  |  |                  | G Andreozzi G Durán        | 7                       | 5                      | [10]                   |   |   |            |                          |                          |                                 |                                 |    |   |        |        |        |        |        |  |
|  | Alt         | M Alves L Potenza          | M Alves L Potenza          | 4           | 2           |  |  | 3                | R Galloway MÁ Reyes Varela | 64                      | 7                      | [6]                    |   |   |            |                          |                          |                                 |                                 |    |   |        |        |        |        |        |  |
|  | 3           | R Galloway MÁ Reyes Varela | R Galloway MÁ Reyes Varela | 6           | 6           |  |  |                  |                            |                         |                        |                        |   |   |            | G Andreozzi G Durán      | G Andreozzi G Durán      | 6                               | 6                               |    |   |        |        |        |        |        |  |
|  |             | W Blumberg LD Martínez     | 6                          | 63          | [10]        |  |  |                  |                            |                         | W Blumberg LD Martínez | W Blumberg LD Martínez | 3 | 3 |            |                          |                          |                                 |                                 |    |   |        |        |        |        |        |  |
|  |             | G Brouwer C Harrison       | 3                          | 7           | [7]         |  |  |                  | W Blumberg LD Martínez     | W Blumberg LD Martínez  | 7                      | 7                      |   |   |            |                          |                          |                                 |                                 |    |   |        |        |        |        |        |  |
|  |             | T-l Wu Zh Zhang            | T-l Wu Zh Zhang            | 5           | 4           |  |  | 2                | A Göransson B McLachlan    | A Göransson B McLachlan | 65                     | 5                      |   |   |            |                          |                          |                                 |                                 |    |   |        |        |        |        |        |  |
|  | 2           | A Göransson B McLachlan    | A Göransson B McLachlan    | 7           | 6           |  |  |                  |                            |                         |                        |                        |   |   |            |                          |                          |                                 |                                 |    |   |        |        |        |        |        |  |